# Vivianne Miedema
Anna Margaretha Marina Astrid Miedema (pronunciación en neerlandés: /ˈɑnaː mɑrɣaːˈreːtaː maːˈrinaː ˈʔɑstrɪt ˈmidəmaː/; Hoogeveen, Países Bajos; 15 de julio de 1996), conocida como Vivianne Miedema (/viviˈjɑnə/), es una futbolista neerlandesa. Juega como delantera y su equipo actual es el Manchester City de la FA WSL de Inglaterra. En 2017, fue nombrada Caballero de la Orden de Orange-Nassau. En 2019, Miedema se convirtió en la máxima goleadora de todos los tiempos para los Países Bajos con solo 22 años de edad.

## Biografía
Nacida en Hoogeveen, Miedema creció viendo a su padre jugar al fútbol y comenzó a jugar ella misma a los cinco años en el HZVV. Su primer recuerdo jugando es de cuando un portero le quitó dos de sus dientes. Desde pequeña, fue una goleadora constante y jugó en equipos masculinos. 
Junto a su padre y su hermano menor Lars, Miedema viajaba frecuentemente a Róterdam para ir a los partidos del Feyenoord. A los 14 años, Miedema tuvo que decidir si quería seguir jugando en equipos masculinos o comenzar a jugar en la primera división femenina.

## Clubes

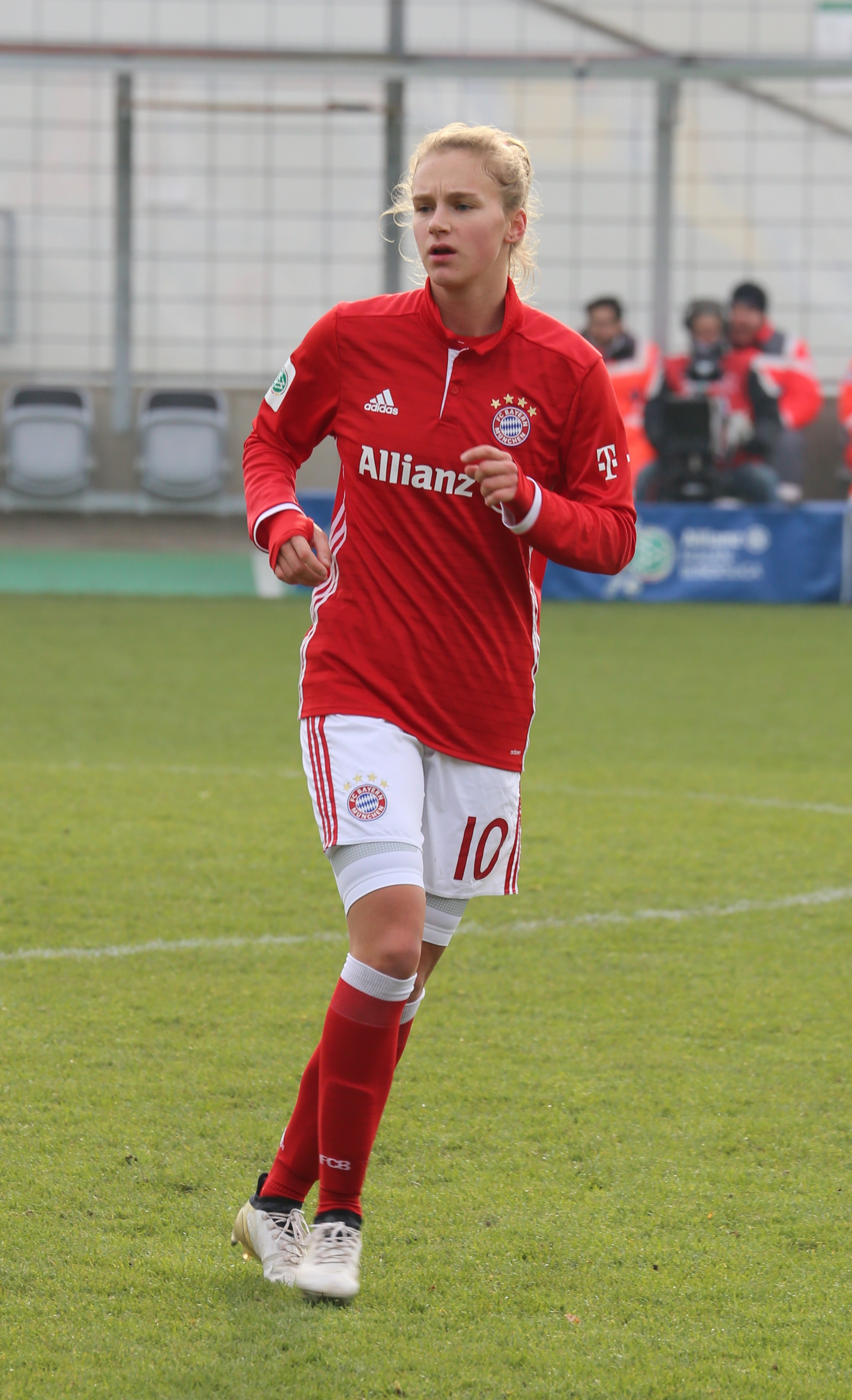
Vivianne Miedema con el Bayern Múnich

### SC Heerenveen (2011-14)
Miedema fue fichada por el SC Heerenveen a los 14 años y debutó a los 15 en un partido contra el  FC Utrecht el 2 de septiembre de 2011, convirtiéndose así en la jugadora más joven de la Eredivisie. Durante la temporada 2011-12, marcó 10 goles en 17 partidos y el equipó quedó de séptimo clasificado en la liga. A pesar de ser una adolescente, acabó como la segunda máxima goleadora.
En la temporada 2012-13 marcó 27 goles en 26 partidos en la recién formada Liga BeNe. Sus 41 goles en 26 partidos de la temporada 2013-14 le permitieron convertirse en la máxima goleadora, contando con 15 goles más que la segunda máxima goleadora.

### Bayern de Múnich (2014-17)
Casi 40 clubes se interesaron por Miedema antes de firmar un contrato de tres años por el Bayern de Múnich en junio de 2014. En la temporada 2014-15, el equipo, invicto, ganó la Bundesliga por primera vez desde 1976. Miedema marcó su primer gol en la Bundesliga el 5 de octubre de 2014 en un partido contra el MSV Duisburgo. El 30 de noviembre sufrió una lesión en el tobillo, por lo que no pudo jugar durante unos meses. Volvió al campo el 22 de febrero de 2015 en un partido contra el  VfL Wolfsburgo. Miedema acabó la temporada con 7 goles en 17 partidos y la temporada siguiente, con 14 goles en 22 partidos.
Miedema mostró su descontento debido a su falta de conocimientos en alemán e inglés durante sus primeros meses en Alemania. Más tarde, afirmó que no se sentía cómoda con el estilo de juego del Bayern de Múnich. A pesar de haber marcado 14 goles en 22 partidos en la temporada 2016-17, el VfL Wolfsburgo ganó la liga. Sumó 8 goles en la Liga de Campeones 2016-17 y se convirtió en la máxima goleadora.
Miedema comenzó negociaciones contractuales con otros clubes en Europa y Estados Unidos en 2017. A pesar de numerosas negociaciones con el Bayern, Miedema no renovó su contrato con el equipo.

### Arsenal (2017-2024)
En mayo de 2017, Miedema fue fichada por el club inglés Arsenal. El 29 de octubre marcó su primer gol en la FA WSL en un partido contra el Everton en el minuto 23. Acabó la temporada 2017-18 con 4 goles en 11 partidos y el Arsenal quedó en el tercer puesto de la clasificación. El club ganó la FA Women's League Cup 2017-18, con Miedema marcando en la final, partido que acabó en una victoria 1-0.
Durante el primer partido de la temporada 2018-19, Miedema marcó un hat-trick. El 20 de diciembre de 2018 extendió su contrato con el club. Miedema batió el récord de goles en una sola temporada con 22 goles en 20 partidos. Ese mismo año fue nombrada PFA Player of the Year. Esa temporada, el Arsenal ganó la liga por primera vez desde 2012.
El 21 de octubre de 2019 se anunció su nominación para el Balón de Oro Femenino de 2019.
El 1 de diciembre de 2019 formó parte de la mayor victoria de la historia de la FA WSL, en la que Miedema batió su propio récord al asistir cuatro goles y marcar seis. Gracias a esos goles, la neerlandesa superó a Ji So-yun como la máxima goleadora no inglesa de la liga. Antes de que la temporada 2019-20 fuera cancelada debido a la pandemia de COVID-19, Miedema consiguió marcar 16 goles en 14 partidos.
El 18 de octubre de 2020, Miedema se convirtió en la primera jugadora en marcar 50 goles en la FA WSL al marcar un triplete en un partido contra el Tottenham Hotspur. El 7 de febrero de 2021, Ellen White se convirtió en la máxima goleadora, superando los 54 goles de Miedema. El 7 de marzo, Miedema superó de nuevo a White, marcando 56 goles. De los 52 primeros goles de Miedema, 34 fueron marcados con el pie derecho, 14 con el izquierdo y 4 con la cabeza. Ninguno de los goles fue de penalti. De media, marcó cada 83 minutos.
El 9 de septiembre de 2021, Miedema marcó su gol número 100 con el Arsenal, habiendo jugado tan solo 110 partidos.

## Selección nacional

### Categorías inferiores
- Selección Sub-15 (2010-2011): 9 apariciones y 10 goles
- Selección Sub-16 (2010-2012): 11 apariciones y 4 goles
- Selección Sub-17 (2011-2012): 11 apariciones y 22 goles
- Selección Sub-19 (2013): 10 apariciones y 7 goles

### Selección absoluta

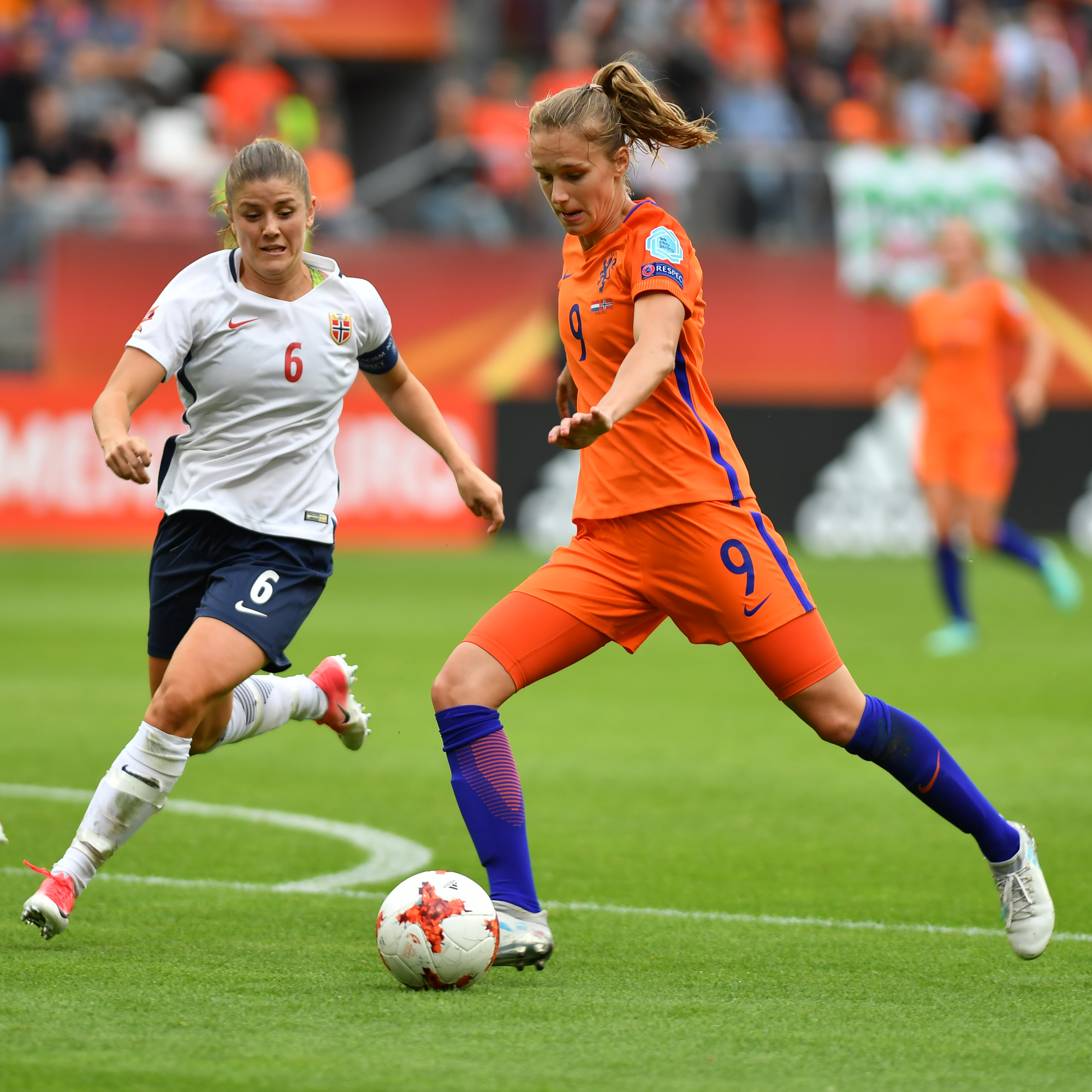
Vivianne Miedema durante el Campeonato Europeo 2017

El 26 de septiembre de 2013 Miedema debutó con la Selección absoluta de los Países Bajos en un partido contra Albania. En el Campeonato Europeo Femenino Sub-19 de la UEFA 2014 sus seis goles guiaron al equipo hacia la victoria. Fue la máxima anotadora de la competición.
En octubre de 2014 fue clave en la victoria contra Escocia en los play-offs para la clasificación de los Países Bajos en el mundial de 2015. En el siguiente partido, contra Italia, marcó tres goles en una victoria de 3-2. Al acabar la fase de clasificación se convirtió en la máxima goleadora de esta. 
En la Eurocopa Femenina 2017 marcó un gol contra Suecia, otro en la semifinal contra Inglaterra y dos goles en la final contra Dinamarca. Tras ganar la competición, todas las jugadoras de la selección de los Países Bajos fueron nombradas Caballeros de la Orden de Orange-Nassau por el primer ministro Mark Rutte y la ministra de deportes Edith Schippers.
En la Copa Mundial Femenina de Fútbol de 2019 Miedema se convirtió en la máxima goleadora de todos los tiempos de la selección de los Países Bajos, tanto femenina como masculina, en el partido contra Camerún tras marcar su gol número 60. Con tan solo 22 años, sobrepasó el récord de Manon Melis, de 59 goles. En los cuartos de final, abrió el marcador en una victoria de 2-0 contra Italia. Tras la derrota contra EE. UU., se coronó como subcampeona mundial.
El 21 de julio de 2021, durante los Juegos Olímpicos de Tokio marcó el primer gol de la selección femenina de los Países Bajos en unos Juegos Olímpicos. En ese mismo partido, marcó otros tres goles. El 30 de julio, en el partido de los cuartos de final, jugó su partido número 100 con el equipo y marcó dos goles. En total, logró marcar 10 goles en cuatro partidos.

### Goles internacionales
| Gol | Fecha                    | Lugar                                                            | Rival             | Puntuación | Resultado | Competición                                             |
| --- | ------------------------ | ---------------------------------------------------------------- | ----------------- | ---------- | --------- | ------------------------------------------------------- |
| 1.  | 26 de octubre de 2013    | Estádio José de Carvalho, Maia, Portugal                         | Portugal          | 5–0        | 7–0       | Clasificación de UEFA para el Mundial 2015              |
| 2.  | 26 de octubre de 2013    | Estádio José de Carvalho, Maia, Portugal                         | Portugal          | 6–0        | 7–0       | Clasificación de UEFA para el Mundial 2015              |
| 3.  | 26 de octubre de 2013    | Estádio José de Carvalho, Maia, Portugal                         | Portugal          | 7–0        | 7–0       | Clasificación de UEFA para el Mundial 2015              |
| 4.  | 30 de octubre de 2013    | Kras Stadion, Volendam, Países Bajos                             | Noruega           | 1–1        | 1–2       | Clasificación de UEFA para el Mundial 2015              |
| 5.  | 23 de noviembre de 2013  | Stadion Woudestein, Róterdam, Países Bajos                       | Grecia            | 2–0        | 7–0       | Clasificación de UEFA para el Mundial 2015              |
| 6.  | 23 de noviembre de 2013  | Stadion Woudestein, Róterdam, Países Bajos                       | Grecia            | 3–0        | 7–0       | Clasificación de UEFA para el Mundial 2015              |
| 7.  | 23 de noviembre de 2013  | Stadion Woudestein, Róterdam, Países Bajos                       | Grecia            | 6–0        | 7–0       | Clasificación de UEFA para el Mundial 2015              |
| 8.  | 12 de febrero de 2014    | Oosterenkstadion, Zwolle, Países Bajos                           | Bélgica           | 1–0        | 1–1       | Clasificación de UEFA para el Mundial 2015              |
| 9.  | 5 de marzo de 2014       | GSZ Stadium, Larnaca, Chipre                                     | Australia         | 1–0        | 2–2       | Copa de Chipre 2014                                     |
| 10. | 12 de marzo de 2014      | GSZ Stadium, Larnaca, Chipre                                     | Suiza             | 1–0        | 4–1       | Copa de Chipre 2014                                     |
| 11. | 5 de abril de 2014       | Pankritio Stadium, Heraklion, Grecia                             | Grecia            | 3–0        | 6–0       | Ronda de clasificación para el Mundial 2015             |
| 12. | 7 de mayo de 2014        | Den Dreef, Leuven, Bélgica                                       | Bélgica           | 1–0        | 2–0       | Ronda de clasificación para el Mundial 2015             |
| 13. | 13 de septiembre de 2014 | De Koel, Venlo, Países Bajos                                     | Portugal          | 1–0        | 3–2       | Ronda de clasificación para el Mundial 2015             |
| 14. | 13 de septiembre de 2014 | De Koel, Venlo, Países Bajos                                     | Portugal          | 2–1        | 3–2       | Ronda de clasificación para el Mundial 2015             |
| 15. | 13 de septiembre de 2014 | De Koel, Venlo, Países Bajos                                     | Portugal          | 3–2        | 3–2       | Ronda de clasificación para el Mundial 2015             |
| 16. | 22 de noviembre de 2014  | Kyocera Stadion, The Hague, Países Bajos                         | Italia            | 1–1        | 1–1       | Ronda de clasificación para el Mundial 2015 (play-offs) |
| 17. | 27 de noviembre de 2014  | Stadio Marc'Antonio Bentegodi, Verona, Italia                    | Italia            | 1–0        | 2–1       | Ronda de clasificación para el Mundial 2015 (play-offs) |
| 18. | 27 de noviembre de 2014  | Stadio Marc'Antonio Bentegodi, Verona, Italia                    | Italia            | 2–0        | 2–1       | Ronda de clasificación para el Mundial 2015 (play-offs) |
| 19. | 9 de marzo de 2015       | GSP Stadium, Nicosia, Chipre                                     | Inglaterra        | 1–0        | 1–1       | Copa de Chipre 2015                                     |
| 20. | 17 de septiembre de 2015 | De Vijverberg, Doetinchem, Países Bajos                          | Bielorrusia       | 4–0        | 8–0       | Amistoso                                                |
| 21. | 17 de septiembre de 2015 | De Vijverberg, Doetinchem, Países Bajos                          | Bielorrusia       | 6–0        | 8–0       | Amistoso                                                |
| 22. | 25 de enero de 2016      | Spice Hotel, Belek, Turquía                                      | Dinamarca         | 1–0        | 2–1       | Amistoso                                                |
| 23. | 2 de marzo de 2016       | Kyocera Stadion, The Hague, Países Bajos                         | Suiza             | 2–1        | 4–3       | Ronda de clasificación para los Juegos Olímpicos 2016   |
| 24. | 9 de marzo de 2016       | Sparta Stadion Het Kasteel, Róterdam, Países Bajos               | Suecia            | 1–0        | 1–1       | Ronda de clasificación para los Juegos Olímpicos 2016   |
| 25. | 7 de junio de 2016       | Mandemakers Stadion, Waalwijk, Países Bajos                      | Sudáfrica         | 1–0        | 2–0       | Amistoso                                                |
| 26. | 7 de junio de 2016       | Mandemakers Stadion, Waalwijk, Países Bajos                      | Sudáfrica         | 2–0        | 2–0       | Amistoso                                                |
| 27. | 20 de octubre de 2016    | Almondvale Stadium, Livingston, Escocia                          | Escocia           | 1–0        | 7–0       | Amistoso                                                |
| 28. | 20 de octubre de 2016    | Almondvale Stadium, Livingston, Escocia                          | Escocia           | 3–0        | 7–0       | Amistoso                                                |
| 29. | 25 de octubre de 2016    | Scholz Arena, Aalen, Alemania                                    | Alemania          | 2–4        | 2–4       | Amistoso                                                |
| 30. | 20 de enero de 2017      | Pinatar Arena, San Pedro del Pinatar, España                     | Rumanía           | 6–1        | 7–1       | Amistoso                                                |
| 31. | 20 de enero de 2017      | Pinatar Arena, San Pedro del Pinatar, España                     | Rumanía           | 7–1        | 7–1       | Amistoso                                                |
| 32. | 24 de enero de 2017      | Pinatar Arena, San Pedro del Pinatar, España                     | Rusia             | 1–0        | 4–0       | Amistoso                                                |
| 33. | 24 de enero de 2017      | Pinatar Arena, San Pedro del Pinatar, España                     | Rusia             | 2–0        | 4–0       | Amistoso                                                |
| 34. | 24 de enero de 2017      | Pinatar Arena, San Pedro del Pinatar, España                     | Rusia             | 4–0        | 4–0       | Amistoso                                                |
| 35. | 3 de marzo de 2017       | VRS António Sports Complex, Vila Real de Santo António, Portugal | Australia         | 1–3        | 2–3       | Algarve Cup 2017                                        |
| 36. | 8 de marzo de 2017       | Estádio Algarve, Faro-Loulé, Portugal                            | Japón             | 3–2        | 3–2       | Algarve Cup 2017                                        |
| 37. | 11 de abril de 2017      | De Vijverberg, Doetinchem, Países Bajos                          | Islandia          | 1–0        | 4–0       | Amistoso                                                |
| 38. | 11 de abril de 2017      | De Vijverberg, Doetinchem, Países Bajos                          | Islandia          | 2–0        | 4–0       | Amistoso                                                |
| 39. | 13 de junio de 2017      | De Adelaarshorst, Deventer, Países Bajos                         | Austria           | 2–0        | 3–0       | Amistoso                                                |
| 40. | 8 de julio de 2017       | Sparta Stadion Het Kasteel, Róterdam, Países Bajos               | Gales             | 3–0        | 5–0       | Amistoso                                                |
| 41. | 8 de julio de 2017       | Sparta Stadion Het Kasteel, Róterdam, Países Bajos               | Gales             | 4–0        | 5–0       | Amistoso                                                |
| 42. | 29 de julio de 2017      | De Vijverberg, Doetinchem, Países Bajos                          | Suecia            | 2–0        | 2–0       | Eurocopa Femenina 2017                                  |
| 43. | 3 de agosto de 2017      | De Grolsch Veste, Enschede, Países Bajos                         | Inglaterra        | 1–0        | 3–0       | Eurocopa Femenina 2017                                  |
| 44. | 6 de agosto de 2017      | De Grolsch Veste, Enschede, Países Bajos                         | Dinamarca         | 1–1        | 4–2       | Eurocopa Femenina 2017                                  |
| 45. | 6 de agosto de 2017      | De Grolsch Veste, Enschede, Países Bajos                         | Dinamarca         | 4–2        | 4–2       | Eurocopa Femenina 2017                                  |
| 46. | 19 de octubre de 2017    | NV Arena, Sankt Pölten, Austria                                  | Austria           | 2–0        | 2–0       | Amistoso                                                |
| 47. | 24 de octubre de 2017    | Euroborg, Groningen, Países Bajos                                | Noruega           | 1–0        | 1–0       | Ronda de clasificación para el Mundial 2019             |
| 48. | 24 de noviembre de 2017  | NTC Senec, Senec, Eslovaquia                                     | Eslovaquia        | 3–0        | 5–0       | Ronda de clasificación para el Mundial 2019             |
| 49. | 24 de noviembre de 2017  | NTC Senec, Senec, Eslovaquia                                     | Eslovaquia        | 4–0        | 5–0       | Ronda de clasificación para el Mundial 2019             |
| 50. | 6 de abril de 2018       | Philips Stadion, Eindhoven, Países Bajos                         | Irlanda del Norte | 3–0        | 7–0       | Ronda de clasificación para el Mundial 2019             |
| 51. | 4 de septiembre de 2018  | Intility Arena, Oslo, Noruega                                    | Noruega           | 1–2        | 1–2       | Ronda de clasificación para el Mundial 2019             |
| 52. | 9 de noviembre de 2018   | Stadion Galgenwaard, Utrecht, Países Bajos                       | Suiza             | 3–0        | 3–0       | Ronda de clasificación para el Mundial 2019 (play-offs) |
| 53. | 13 de noviembre de 2018  | LIPO Park, Schaffhausen, Suiza                                   | Suiza             | 1–0        | 1–1       | Ronda de clasificación para el Mundial 2019 (play-offs) |
| 54. | 19 de enero de 2019      | Green Point Stadium, Cape Town, Sudáfrica                        | Sudáfrica         | 2–0        | 2–1       | Amistoso                                                |
| 55. | 6 de marzo de 2019       | Estádio Municipal, Albufeira, Portugal                           | RP China          | 1–0        | 1–1       | Algarve Cup 2019                                        |
| 56. | 5 de abril de 2019       | GelreDome, Arnhem, Países Bajos                                  | Sudáfrica         | 2–0        | 2–1       | Amistoso                                                |
| 57. | 9 de abril de 2019       | AFAS Stadion, Alkmaar, Países Bajos                              | RP China          | 5–0        | 7–0       | Amistoso                                                |
| 58. | 1 de junio de 2019       | Philips Stadion, Eindhoven, Países Bajos                         | Australia         | 2–0        | 3–0       | Amistoso                                                |
| 59. | 15 de junio de 2019      | Stade du Hainaut, Valenciennes, Francia                          | Camerún           | 1–0        | 3–1       | Mundial 2019                                            |
| 60. | 15 de junio de 2019      | Stade du Hainaut, Valenciennes, Francia                          | Camerún           | 3–1        | 3–1       | Mundial 2019                                            |
| 61. | 29 de junio de 2019      | Stade du Hainaut, Valenciennes, Francia                          | Italia            | 1–0        | 2–0       | Mundial 2019                                            |
| 62. | 30 de agosto de 2019     | A. Le Coq Arena, Tallinn, Estonia                                | Estonia           | 1–0        | 7–0       | Ronda de clasificación Europeo 2021                     |
| 63. | 30 de agosto de 2019     | A. Le Coq Arena, Tallinn, Estonia                                | Estonia           | 5–0        | 7–0       | Ronda de clasificación Europeo 2021                     |
| 64. | 4 de octubre de 2019     | Fazanerija City Stadium, Murska Sobota, Eslovenia                | Eslovenia         | 1–0        | 4–2       | Ronda de clasificación Europeo 2021                     |
| 65. | 8 de octubre de 2019     | Philips Stadion, Eindhoven, Países Bajos                         | Rusia             | 2–0        | 2–0       | Ronda de clasificación Europeo 2021                     |
| 66. | 8 de noviembre de 2019   | Doganlar Stadium, Iktar, Turquía                                 | Turquía           | 3–0        | 8–0       | Ronda de clasificación Europeo 2021                     |
| 67. | 8 de noviembre de 2019   | Doganlar Stadium, Iktar, Turquía                                 | Turquía           | 5–0        | 8–0       | Ronda de clasificación Europeo 2021                     |
| 68. | 12 de noviembre de 2019  | GelreDome, Arnhem, Países Bajos                                  | Eslovenia         | 3–1        | 4–1       | Ronda de clasificación Europeo 2021                     |
| 69. | 12 de noviembre de 2019  | GelreDome, Arnhem, Países Bajos                                  | Eslovenia         | 4–1        | 4–1       | Ronda de clasificación Europeo 2021                     |
| 70. | 27 de octubre de 2020    | Estadio Fadil Vokrri, Pristina, Kosovo                           | Kosovo            | 5–0        | 6–0       | Ronda de clasificación Europeo 2021                     |
| 71. | 18 de febrero de 2021    | Estadio Rey Balduino, Bélgica                                    | Bélgica           | 1–0        | 6–1       | Amistoso                                                |
| 72. | 15 de junio de 2021      | De Grolsch Veste, Enschede, Países Bajos                         | Noruega           | 1–0        | 7–0       | Amistoso                                                |
| 73. | 15 de junio de 2021      | De Grolsch Veste, Enschede, Países Bajos                         | Noruega           | 5–0        | 7–0       | Amistoso                                                |
| 74. | 21 de julio de 2021      | Estadio de Miyagi, Rifu, Japón                                   | Zambia            | 1–0        | 10–3      | JJOO 2020                                               |
| 75. | 21 de julio de 2021      | Estadio de Miyagi, Rifu, Japón                                   | Zambia            | 3–0        | 10–3      | JJOO 2020                                               |
| 76. | 21 de julio de 2021      | Estadio de Miyagi, Rifu, Japón                                   | Zambia            | 4–1        | 10–3      | JJOO 2020                                               |
| 77. | 21 de julio de 2021      | Estadio de Miyagi, Rifu, Japón                                   | Zambia            | 7–1        | 10–3      | JJOO 2020                                               |
| 78. | 24 de julio de 2021      | Estadio de Miyagi, Rifu, Japón                                   | Brasil            | 1–0        | 3–3       | JJOO 2020                                               |
| 79. | 24 de julio de 2021      | Estadio de Miyagi, Rifu, Japón                                   | Brasil            | 2–1        | 3–3       | JJOO 2020                                               |
| 80. | 27 de julio de 2021      | Estadio Nissan, Yokohama, Japón                                  | China             | 5–1        | 8–2       | JJOO 2020                                               |
| 81. | 27 de julio de 2021      | Estadio Nissan, Yokohama, Japón                                  | China             | 8–2        | 8–2       | JJOO 2020                                               |
| 82. | 30 de julio de 2021      | Estadio Nissan, Yokohama, Japón                                  | Estados Unidos    | 2–2        | 1–0       | JJOO 2020                                               |
| 83. | 30 de julio de 2021      | Estadio Nissan, Yokohama, Japón                                  | Estados Unidos    | 2–2        | 1–0       |                                                         |
| 84. | 17 de septiembre de 2021 | Noordlease Stadion, Países Bajos                                 | República Checa   | 1–1        | 1–1       | Clasificación para el Mundial 2023                      |
| 85. | 22 de octubre de 2021    | AEK Arena, Lárnaca, Chipre                                       | Chipre            | 1–0        | 8–0       | Clasificación para el Mundial 2023                      |
| 86. | 8 de abril de 2022       | Noordlease Stadion, Groningen, Países Bajos                      | Chipre            | 1–0        | 12–0      | Clasificación para el Mundial de 2023                   |
| 87. | 8 de abril de 2022       | Noordlease Stadion, Groningen, Países Bajos                      | Chipre            | 4–0        | 12–0      | Clasificación para el Mundial de 2023                   |
| 88. | 8 de abril de 2022       | Noordlease Stadion, Groningen, Países Bajos                      | Chipre            | 5–0        | 12–0      | Clasificación para el Mundial de 2023                   |
| 89. | 8 de abril de 2022       | Noordlease Stadion, Groningen, Países Bajos                      | Chipre            | 7–0        | 12–0      | Clasificación para el Mundial de 2023                   |
| 90. | 8 de abril de 2022       | Noordlease Stadion, Groningen, Países Bajos                      | Chipre            | 10–0       | 12–0      | Clasificación para el Mundial de 2023                   |
| 91. | 8 de abril de 2022       | Noordlease Stadion, Groningen, Países Bajos                      | Chipre            | 11–0       | 12–0      | Clasificación para el Mundial de 2023                   |
| 92. | 12 de abril de 2022      | Cars Jeans Stadion, La Haya, Países Bajos                        | Sudáfrica         | 3–1        | 5–1       | Amistoso                                                |

### Partidos y goles marcados en Mundiales y Juegos Olímpicos
| Gol                                         | Partido | Fecha     | Ubicación     | Rival          | Alineación           | Min | Puntuación | Resultado        | Competición      |
| ------------------------------------------- | ------- | --------- | ------------- | -------------- | -------------------- | --- | ---------- | ---------------- | ---------------- |
| Mundial de Canadá 2015                      |         |           |               |                |                      |     |            |                  |                  |
|                                             | 1       | 6-6-2015  | Edmonton      | Nueva Zelanda  | 81' ( Van de Sanden) |     |            | 1-0 (PG)         | Fase de grupos   |
|                                             | 2       | 11-6-2015 | Edmonton      | China          | Principal            |     |            | 0-1 (PP)         | Fase de grupos   |
|                                             | 3       | 15-6-2015 | Montreal      | Canadá         | Principal            |     |            | 1-1 (PE)         | Fase de grupos   |
|                                             | 4       | 23-6-2015 | Vancouver     | Japón          | Principal            |     |            | 1-2 (PP)         | Octavos de final |
| Mundial de Francia 2019                     |         |           |               |                |                      |     |            |                  |                  |
|                                             | 5       | 11-6-2019 | Le Havre      | Nueva Zelanda  | Principal            |     |            | 1-0 (PG)         | Fase de grupos   |
| 1                                           | 6       | 15-6-2019 | Valenciennes  | Camerún        | Principal            | 41  | 1-0        | 3-1 (PG)         | Fase de grupos   |
| 2                                           | 6       | 15-6-2019 | Valenciennes  | Camerún        | Principal            | 85  | 3-1        | 3-1 (PG)         | Fase de grupos   |
|                                             | 7       | 20-6-2019 | Reims         | Canadá         | Principal            |     |            | 2-1 (PG)         | Fase de grupos   |
|                                             | 8       | 25-6-2019 | Rennes        | Japón          | Principal            |     |            | 2-1 (PG)         | Octavos de final |
| 3                                           | 9       | 29-6-2019 | Valenciennes  | Italia         | 87' ( Roord)         | 70  | 1-0        | 2-0 (PG)         | Cuartos de final |
|                                             | 10      | 6-7-2019  | Niza          | Suecia         | Principal            |     |            | 1-0 (PG)         | Semifinales      |
|                                             | 11      | 7-7-2019  | Lyon          | Estados Unidos | Principal            |     |            | 2-0 (PP)         | Final            |
| Tokio Fútbol Femenino Juegos Olímpicos 2020 |         |           |               |                |                      |     |            |                  |                  |
| 4                                           | 12      | 21-7-2021 | Rifu (Miyagi) | Zambia         | 60' ( Beerensteyn)   | 9   | 1-0        | 10-3 (PG)        | Fase de grupos   |
| 5                                           | 12      | 21-7-2021 | Rifu (Miyagi) | Zambia         | 60' ( Beerensteyn)   | 15  | 3-0        | 10-3 (PG)        | Fase de grupos   |
| 6                                           | 12      | 21-7-2021 | Rifu (Miyagi) | Zambia         | 60' ( Beerensteyn)   | 29  | 4-1        | 10-3 (PG)        | Fase de grupos   |
| 7                                           | 12      | 21-7-2021 | Rifu (Miyagi) | Zambia         | 60' ( Beerensteyn)   | 59  | 7-1        | 10-3 (PG)        | Fase de grupos   |
| 8                                           | 13      | 24-7-2021 | Rifu (Miyagi) | Brasil         | 89' ( Pelova)        | 3   | 1-0        | 3-3 (PE)         | Fase de grupos   |
| 9                                           | 13      | 24-7-2021 | Rifu (Miyagi) | Brasil         | 89' ( Pelova)        | 59  | 2-3        | 3-3 (PE)         | Fase de grupos   |
| 10                                          | 14      | 27-7-2021 | Yokohama      | China          | 62' ( Van de Donk)   | 65  | 5-1        | 8-2 (PG)         | Fase de grupos   |
| 11                                          | 14      | 27-7-2021 | Yokohama      | China          | 62' ( Van de Donk)   | 76  | 8-2        | 8-2 (PG)         | Fase de grupos   |
| 12                                          | 15      | 30-7-2021 | Yokohama      | Estados Unidos | Principal            | 18  | 1-0        | 2-2 (4-2 p) (PP) | Cuartos de final |
| 13                                          | 15      | 30-7-2021 | Yokohama      | Estados Unidos | Principal            | 54  | 2-2        | 2-2 (4-2 p) (PP) | Cuartos de final |

### Partidos y goles marcados en Campeonatos Europeos
| Gol           | Partido | Fecha     | Ubicación  | Rival      | Alineación       | Min | Puntuación | Resultado | Competición      |
| ------------- | ------- | --------- | ---------- | ---------- | ---------------- | --- | ---------- | --------- | ---------------- |
| Eurocopa 2017 |         |           |            |            |                  |     |            |           |                  |
|               | 1       | 17-7-2017 | Utrecht    | Noruega    | Principal        |     |            | 1-0 (PG)  | Fase de grupos   |
|               | 2       | 20-7-2017 | Róterdam   | Dinamarca  | Principal        |     |            | 1-0 (PG)  | Fase de grupos   |
|               | 3       | 24-7-2017 | Tilburgo   | Bélgica    | 86' ( Lewerissa) |     |            | 2-1 (PG)  | Fase de grupos   |
| 1             | 4       | 29-7-2017 | Doetinchem | Suecia     | Principal        | 64  | 2-0        | 2-0 (PG)  | Cuartos de final |
| 2             | 5       | 3-8-2017  | Enschede   | Inglaterra | Principal        | 22  | 1-0        | 3-0 (PG)  | Semifinales      |
| 3             | 6       | 6-8-2017  | Enschede   | Dinamarca  | Principal        | 10  | 1-1        | 4-2 (PG)  | Final            |
| 4             | 6       | 6-8-2017  | Enschede   | Dinamarca  | Principal        | 89  | 4-2        | 4-2 (PG)  | Final            |
| Eurocopa 2022 |         |           |            |            |                  |     |            |           |                  |
|               | 7       | 9-7-2022  | Sheffield  | Suecia     | Principal        |     |            | 1-1 (PE)  | Fase de grupos   |

## Estilo de juego
Miedema creció como una aficionada del Feyenoord y viendo jugar a Robin van Persie. Aunque es reconocida por ser una goleadora prolífica, Miedema no considera marcar goles su objetivo principal. La ex-delantera del Arsenal Kelly Smith dijo que Miedema "marca goles con su pie izquierdo, derecho, su cabeza y crea ocasiones de gol. Para mí, es una delantera completa y es la mejor en el mundo ahora mismo. Siempre es una amenaza sin importar en que minuto del partido está jugando. Creo que su movimiento es inteligente y su habilidad para rematar es fenomenal. Cuando está frente a la portería tiene un enfoque calmado." La internacional sueca Nilla Fischer describió a Miedema como una jugadora inteligente: "Intenta encontrar tu punto muerto y hacer un movimiento cuando no estás preparada."
En 2019, Miedema comentó que juega más como una centrocampista atacante: "Sé que tengo mis cualidades para marcar goles, pero me gusta crear ocasiones de gol para otras jugadoras. Me gusta bajar y coger la pelota y ver si se la puedo pasar a alguien para que marque." Es conocida por no celebrar sus goles: "No me gusta ser la persona a la que todos miran. Es mi trabajo. Estoy contenta si otra persona marca. Lo celebro más."

## Estadísticas
Actualizado a los partidos jugados el 28 de septiembre de 2022
| Temporada        | Club             | Competición      | Liga     | Liga  | Copas    | Copas | Copas Internacionales | Copas Internacionales | Total    | Total |
| Temporada        | Club             | Competición      | Partidos | Goles | Partidos | Goles | Partidos              | Goles                 | Partidos | Goles |
| ---------------- | ---------------- | ---------------- | -------- | ----- | -------- | ----- | --------------------- | --------------------- | -------- | ----- |
| 2011–12          | SC Heerenveen    | Eredivisie       | 17       | 10    | 2        | 2     | –                     | –                     | 19       | 12    |
| 2012–13          | SC Heerenveen    | Liga BeNe        | 26       | 27    | 2        | 2     | –                     | –                     | 28       | 29    |
| 2013–14          | SC Heerenveen    | Liga BeNe        | 26       | 41    | 1        | 1     | –                     | –                     | 27       | 42    |
| Total de club    | Total de club    | Total de club    | 69       | 78    | 5        | 5     | 0                     | 0                     | 74       | 83    |
| 2014–15          | Bayern Múnich    | Bundesliga       | 17       | 7     | 2        | 1     | –                     | –                     | 19       | 8     |
| 2015–16          | Bayern Múnich    | Bundesliga       | 22       | 14    | 4        | 4     | 2                     | 0                     | 28       | 18    |
| 2016–17          | Bayern Múnich    | Bundesliga       | 22       | 14    | 3        | 4     | 6                     | 8                     | 31       | 26    |
| Total de club    | Total de club    | Total de club    | 61       | 35    | 9        | 9     | 8                     | 8                     | 78       | 52    |
| 2017–18          | Arsenal          | FA WSL           | 11       | 4     | 8        | 4     | –                     | –                     | 19       | 8     |
| 2018-19          | Arsenal          | FA WSL           | 20       | 22    | 8        | 9     | –                     | –                     | 28       | 31    |
| 2019-20          | Arsenal          | FA WSL           | 14       | 16    | 9        | 3     | 5                     | 10                    | 26       | 29    |
| 2020-21          | Arsenal          | FA WSL           | 22       | 18    | 4        | 6     | –                     | –                     | 26       | 24    |
| 2021-22          | Arsenal          | FA WSL           | 22       | 14    | 4        | 2     | 12                    | 7                     | 30       | 19    |
| 2022-23          | Arsenal          | WSL              | 2        | 2     | 0        | 0     | 2                     | 1                     | 4        | 3     |
| Total de club    | Total de club    | Total de club    | 91       | 76    | 33       | 24    | 19                    | 18                    | 136      | 117   |
| Total de carrera | Total de carrera | Total de carrera | 221      | 189   | 46       | 38    | 28                    | 26                    | 286      | 252   |

## Palmarés

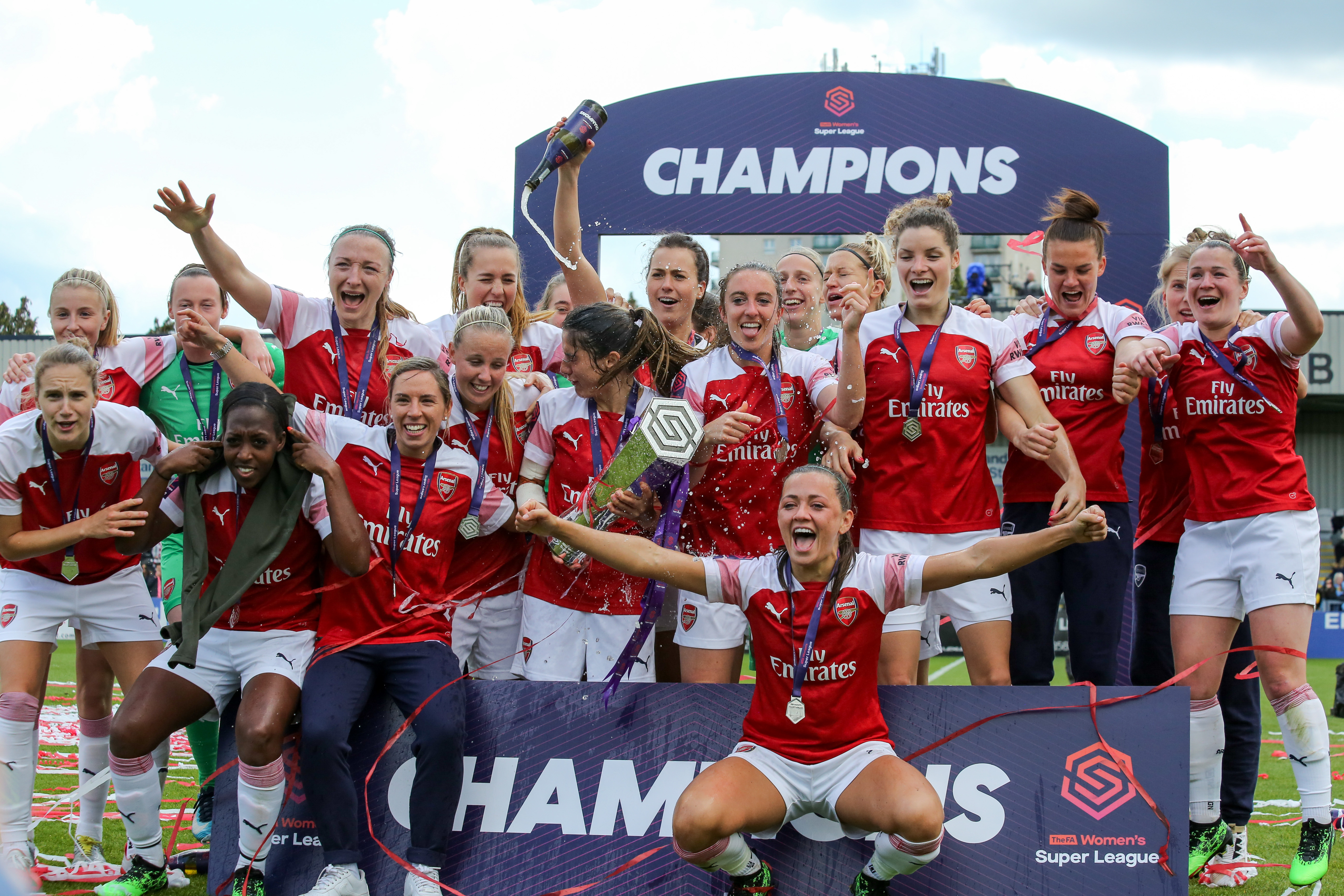
Miedema (izquierda) celebrando el título de liga.

### Campeonatos nacionales
| Título     | Club           | País       | Año     |
| ---------- | -------------- | ---------- | ------- |
| Bundesliga | Bayern Múnich  | Alemania   | 2014-15 |
| Bundesliga | Bayern Múnich  | Alemania   | 2015-16 |
| FA WSL Cup | Arsenal W.F.C. | Inglaterra | 2017-18 |
| FA WSL     | Arsenal W.F.C. | Inglaterra | 2018-19 |

### Campeonatos internacionales
| Título            | Equipo                        | Sede         | Año  |
| ----------------- | ----------------------------- | ------------ | ---- |
| Europeo Sub-19    | Selección de los Países Bajos | Noruega      | 2014 |
| Eurocopa Femenina | Selección de los Países Bajos | Países Bajos | 2017 |
| Copa de Algarve   | Selección de los Países Bajos | Portugal     | 2018 |

### Distinciones individuales
| Distinción                                                   | Año       |
| ------------------------------------------------------------ | --------- |
| Máxima goleadora de la Liga BeNe                             | 2013-14   |
| Máxima goleadora del Europeo Sub-19                          | 2014      |
| Mejor jugadora del Europeo Sub-19                            | 2014      |
| Máxima goleadora de la Liga de Campeones Femenina de la UEFA | 2016-17   |
| Jugadora del Año (London Football Awards)                    | 2019      |
| Jugadora del Año (PFA Awards)                                | 2018-2019 |
| Jugadora del Año (London Football Awards)                    | 2019-20   |
| Jugadora del Año (Football Writers' Association)             | 2019-20   |
| Equipo Femenino del Mundo (IFFHS)                            | 2020      |
| Segunda Mejor Futbolista Femenina del Mundo (The Guardian)   | 2020      |

## Récords

### Eredivisie
- Jugadora más joven: 15 años[59]

### WSL
- Más goles marcados en la historia de la liga: 64
- Más contribuciones de goles: 75[60]
- Más hat-tricks en la primera parte: 2[61]
- Más goles en una sola temporada: 22[62]
- Más goles en un solo partido: 6[63]
- Más contribuciones de gol en un solo partido: 10 (6 goles, 4 asistencias)[64]
- Primera jugadora en contribuir en 100 goles[65]
- Primera jugadora en marcar contra todos los clubes[66]

### Países Bajos
- Más goles en la selección sub-17: 14[67]
- Más goles en la selección absoluta: 95[68]

### Continental
- Más goles en un solo partido de la UEFA sub-17: 8[69]
- Más goles de UEFA sub-17: 22[70]
- Más goles en partidos de clasificación para un Mundial: 16 (empatada con Adriana Martín)[71]

### Juegos Olímpicos
- Primera jugadora neerlandesa en marcar en unos Juegos Olímpicos
- Más goles en unos solos Juegos Olímpicos: 10

## Otros trabajos
Junto con Joke Reijnders, Miedema es la autora de numerosos cómics para niños. Están escritos en neerlandés.
En diciembre de 2019, Miedema se convirtió en la embajadora de War Child, una asociación que ayuda a aquellos niños que viven en zonas donde se han producido guerras recientemente.

## Vida privada

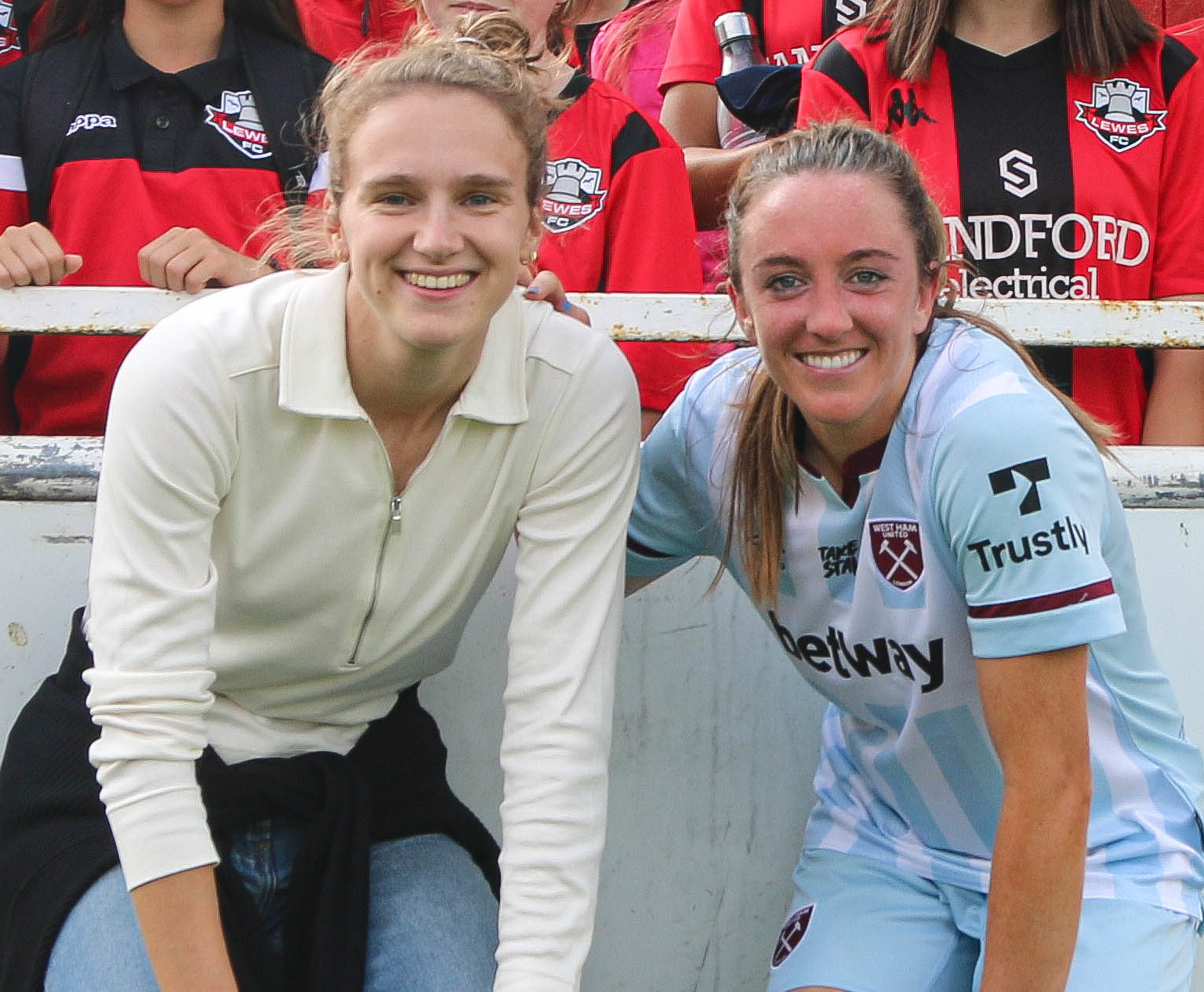
Vivianne Miedema y Lisa Evans.

Miedema mantuvo una relación hasta el 2022 con su excompañera de equipo e internacional escocesa Lisa Evans.
Actualmente, se encuentra en una relación con su compañera de equipo Beth Mead.
Su hermano menor, Lars Miedema, también es futbolista y actualmente juega en el FC Den Bosch. A pesar de no celebrar sus goles por "respeto hacia el rival", Vivianne hizo una excepción al batir, en 2019, el récord nacional de mayor goles anotados. Los hermanos habían hecho una apuesta por si esto ocurría, por lo que cuando marcó en el partido contra Camerún en el Mundial, corrió hacia su hermano que estaba en las gradas y dio una voltereta.